# جيريمي وارينر
جيريمي وارينر (Jeremy Wariner) هو لاعب أولمبي لرياضة ألعاب القوى من الولايات المتحدة. شارك في الأولمبياد الصيفي في 2004–2008، وفاز بما مجموعه 4 ميداليات.

## الميداليات
| ذهب | فضة | برونز | المجموع |
| 3   | 1   | 0     | 4       |

## روابط خارجية
- جيريمي وارينر على موقع الاتحاد الدولي لألعاب القوى (الإنجليزية)
- جيريمي وارينر على موقع الاتحاد الأمريكي لسباقات المضمار والميدان (الإنجليزية)
- جيريمي وارينر على موقع الدوري الماسي (الإنجليزية)
- جيريمي وارينر على موقع TFRRS.org (الإنجليزية)
- جيريمي وارينر على موقع اللجنة الأولمبية الدولية (الإنجليزية)
- جيريمي وارينر على موقع أوليمبيديا (الإنجليزية)
- جيريمي وارينر على موقع اللجنة الأولمبية والبارالمبية الأمريكية (الإنجليزية)